# Michel Lafis
Michel Lafis (n. 19 septembrie 1967, Stockholm, Suedia) este un ciclist suedez, medaliat olimpic. A participat la o ediție a Jocurilor Olimpice (1988) în care a câștigat o medalie de bronz.

## Participări
Lista de mai jos prezintă principalele competiții la care a participat Michel Lafis de-a lungul carierei.
- cycling at the 1988 Summer Olympics – men's team time trial[*]